# 恩知らず
「恩知らず」（おんしらず）は、2012年10月10日に発売された中島みゆき43作目のシングル。

## 解説
表題曲「恩知らず」は、日本テレビ系列の『水曜ドラマ』枠で放送された『東京全力少女』の主題歌に使用された。
全体で3分09秒しかなく、シングル曲での3分台は90年代以降では本曲のみである。
カップリングには、2010年から2011年にかけ開催したライヴで1989年以来実に21年振りに披露された、「時代」のライヴテイクを収録している。

## 収録曲
（全作詞・作曲：中島みゆき、編曲：瀬尾一三）
1. 恩知らず [3:09]
2. 時代 -ライヴ 2010〜11- [6:12]
3. 恩知らず（TV MIX）

## 収録アルバム
| 曲名     | 収録アルバム | 発売日         | 備考                   |
| -------- | ------------ | -------------- | ---------------------- |
| 恩知らず | 『常夜灯』   | 2012年10月24日 | 39thオリジナルアルバム |